# 마쓰바라 가이세이
마쓰바라 가이세이(일본어: 松原 快晟, 2004년 5월 24일~)는 일본의 축구 선수이다.

## 구단 경력
그는 2023년 J3리그의 가마타마레 사누키에 입단했다.